# Nederlandse IJshockey Bond
Nederlandse IJshockey Bond bildades 1933 av klubbarna The Hague, Amsterdam samt Tilburg, och kontrollerar den organiserade ishockeyn i Nederländerna. Nederländerna inträdde den 20 januari 1935 i IIHF.
1946 startade man Eredivisie, som senare blev North Sea Cup. Man arrangerar också nederländska cupen.

### Fotnoter
1. ↑  ”Netherlands”. International Ice Hockey Federation. http://www.iihf.com/iihf-home/countries/netherlands.html. Läst 9 april 2012.